# Мукомольная мельница Стройкова и Якимова
Мукомо́льная ме́льница Стройкова и Яки́мова — ансамбль архитектуры, выполненный в русском стиле и расположенный в историческом центре Самары, признан объектом культурного наследия регионального значения (ансамбль градостроительства и архитектуры).

## История
Комплекс зданий паровой мукомольной мельницы возведён по инициативе самарского крупчатника мещанина Н. В. Дёмкина и по проекту самарского зодчего Александра Щербачёва. В процессе возведения дважды менялся владелец участка: с 1885 по 1902 годы им был Н. В. Дёмкин, затем с 1902 года им стала купчиха С. А. Якимова, а в дальнейшем — купцы А. Я. Стройков и К. С. Якимов, имена которых и увековечились в дальнейшем в наименовании объекта культурного наследия, коим был признан ансамбль мельницы. Строительство началось в 1901 году и было окончено в 1903 году (в некоторых источниках датой окончания строительства указывается 1902 год). Поскольку речной транспорт в то время был наиболее распространён, то мельница, как и многие другие промышленные предприятия, была расположена в непосредственной близости к реке (Волга). В 1910 году на мельнице Стройкова и Якимова произошёл пожар, после чего собственник вновь меняется, и в 1915 году им становится купец В. З. Карпов, который инициировал строительство дополнительного шестиэтажного корпуса со стороны нынешней улицы Максима Горького. С середины 1930-х годов шестиэтажный корпус мельницы В. З. Карпова стал одним из учебных корпусов Педагогического института.

## Архитектура
Автором называют самарского зодчего Александра Щербачёва. Стилистическая принадлежность архитектурного ансамбля обозначается как русский стиль или эклектика. Четырёхэтажное кирпичное производственное здание смещено вглубь квартала относительно красной линии застройки, что формирует внутренний двор, предназначенный для производственных нужд. Главные уличные фасады богато декорированы традиционными для русского стиля элементами: зубчатым карнизом, арочными наличниками, небольшими башенками. Оконные проёмы первого, второго и третьего этажей имеют форму арки, окна четвёртого этажа образуют аркаду. Стены выполнены из кирпича, оштукатурены, окрашены. Главный фасад имеет 3-осевую композицию. Оконные проёмы первого этажа прямоугольные, декорированы наличниками с замковым камнем. Оконные проёмы второго этажа оформлены наличниками с лепным декором и прямыми сандриками на кронштейнах. Плоскость фасада рустована, углы акцентированы рустованными пилястрами. Завершается фасад фризом с кронштейнами и венчающим карнизом.

## Государственная охрана
Ансамбль поставлен на государственную охрану как объект культурного наследия регионального значения (вид объекта: ансамбль градостроительства и архитектуры) решением Куйбышевского облисполкома от 6 мая 1987 года №165. Границы территории утверждены приказом Управления государственной охраны объектов культурного наследия Самарской области (УГООКН) от 26 апреля 2022 года №83 (приложение №6).